# Jalen McDaniels
Jalen Marquis McDaniels (Federal Way, Washington, 31 de enero de 1998) es un baloncestista estadounidense que pertenece a laplantilla de los Capital City Go-Go de la G League. Con 2,06 metros de estatura, ocupa la posición de ala-pívot. Es hermano mayor del también baloncestista Jaden McDaniels y sobrino del exjugador Juwan Howard.

## Trayectoria deportiva

### Universidad
Jugó dos temporadas con los Aztecs de la Universidad Estatal de San Diego, en las que promedió 13,2 puntos, 7,9 rebotes, 1,5 asistencias y 1,0 robos de balón por partido. En 2017 y 2018 fue incluido en el tercer mejor quinteto de la Mountain West Conference, mientras que en 2019 lo fue en el segundo.

#### Estadísticas
| Año     | Equipo          | PJ | PT | MPP  | %TC  | %3P  | %TL  | RPP | APP | ROB | TPP | PPP  |
| ------- | --------------- | -- | -- | ---- | ---- | ---- | ---- | --- | --- | --- | --- | ---- |
| 2017–18 | San Diego State | 33 | 21 | 24.7 | .586 | .211 | .788 | 7.5 | .9  | .8  | .6  | 10.5 |
| 2018–19 | San Diego State | 34 | 34 | 31.0 | .466 | .320 | .732 | 8.3 | 2.1 | 1.1 | .5  | 15.9 |
| Total   | Total           | 67 | 55 | 27.9 | .504 | .298 | .758 | 7.9 | 1.5 | 1.0 | .5  | 13.2 |

### Profesional
Fue elegido en la quincuagésimo segunda posición del Draft de la NBA de 2019 por Charlotte Hornets. Disputó con los Hornets las Ligas de Verano de la NBA, participando en cinco partidos, en los que promedió 3,6 puntos y 1,4 rebotes.
Durante su cuarto año en Charlotte, el 9 de febrero de 2023 es traspasado a Philadelphia 76ers, en un intercambio entre cuatro equipos. El 11 de febrero hizo su debut con los 76ers, sumando cinco puntos y cinco rebotes en la victoria por 101–98 sobre los Brooklyn Nets.
El 6 de julio de 2023 los Toronto Raptors firmaron a McDaniels con un contrato multianual.
El 26 de junio de 2024 es traspasado a Sacramento Kings a cambio de Davion Mitchell y Sasha Vezenkov. El 14 de octubre es traspasado a San Antonio Spurs a cambio de una segunda ronda del draft, pero es cortado inmediatamente. El 22 de noviembre firma con Memphis Hustle pero es traspasado a los Capital City Go-Go. El 22 de febrero de 2025 firma un contrato de 10 días con Washington Wizards, tras el cual regresó a los Go-Go.

## Estadísticas de su carrera en la NBA

### Temporada regular
| Año     | Equipo       | PJ  | PT | MPP  | %TC  | %3P  | %TL  | RPP | APP | ROB | TPP | PPP  |
| ------- | ------------ | --- | -- | ---- | ---- | ---- | ---- | --- | --- | --- | --- | ---- |
| 2019-20 | Charlotte    | 16  | 0  | 18.3 | .471 | .375 | .824 | 4.1 | .8  | .5  | .2  | 5.6  |
| 2020-21 | Charlotte    | 47  | 18 | 19.2 | .468 | .333 | .703 | 3.6 | 1.1 | .6  | .4  | 7.4  |
| 2021-22 | Charlotte    | 55  | 2  | 16.3 | .484 | .380 | .736 | 3.1 | 1.1 | .5  | .4  | 6.2  |
| 2022-23 | Charlotte    | 56  | 21 | 26.7 | .447 | .322 | .846 | 4.8 | 2.0 | 1.2 | .5  | 10.6 |
| 2022-23 | Philadelphia | 24  | 3  | 17.5 | .488 | .400 | .824 | 3.2 | .8  | .7  | .2  | 6.7  |
| 2023-24 | Toronto      | 50  | 1  | 10.8 | .344 | .169 | .730 | 1.6 | .7  | .4  | .1  | 3.4  |
| 2024-25 | Washington   | 4   | 0  | 1.8  | —    | —    | —    | .0  | .3  | .3  | .0  | .0   |
| Total   | Total        | 252 | 45 | 18.1 | .449 | .322 | .777 | 3.3 | 1.2 | .7  | .3  | 6.7  |

### Playoffs
| Año   | Equipo       | PJ | PT | MPP  | %TC  | %3P  | %TL | RPP | APP | ROB | TPP | PPP |
| ----- | ------------ | -- | -- | ---- | ---- | ---- | --- | --- | --- | --- | --- | --- |
| 2023  | Philadelphia | 8  | 0  | 12.7 | .400 | .333 | —   | 2.0 | .6  | .1  | .0  | 2.4 |
| Total | Total        | 8  | 0  | 12.7 | .400 | .333 | —   | 2.0 | .6  | .1  | .0  | 2.4 |